# Остроноса есетра
Остроносите есетри (Acipenser oxyrinchus oxyrinchus) са подвид животни от семейство Есетрови (Acipenseridae).
Таксонът е описан за пръв път от Самюъл Мичъл през 1815 година.